# Chen Yunxia
Chen Yunxia (5 december 1995) is een Chinees roeister.
Chen won in Tokio de olympische gouden medaille in de dubbel-vier. In 2019 was zij ook al wereldkampioene geworden in de dubbel-vier.

## Resultaten

### Olympische Zomerspelen
| Jaar | Plaats | Resultaten        |
| ---- | ------ | ----------------- |
| 2021 | Tokio  | in de dubbel-vier |

### Wereldkampioenschappen roeien
| Jaar | Plaats     | Resultaten           |
| ---- | ---------- | -------------------- |
| 2018 | Plovdiv    | 9e in de dubbel-twee |
| 2019 | Ottensheim | in de dubbel-vier    |
| 2022 | Račice     | in de dubbel-vier    |
| 2023 | Belgrado   | in de dubbel-vier    |

1988: Kerstin Förster & Kristina Mundt & Beate Schramm & Jana Sorgers ·
1992: Sybille Schmidt  &  Birgit Peter  & Kerstin Müller & Kristina Mundt·
1996: Katrin Rutschow & Jana Sorgers & Kerstin Köppen & Kathrin Boron·
2000: Manja Kowalski & Meike Evers & Manuela Lutze  & Kerstin Kowalski ·
2004: Kathrin Boron & Meike Evers & Manuela Lutze & Kerstin Kowalski ·
2008: Tang Bin & Xi Aihua & Jin Ziwei & Zhang Yangyang ·
2012: Kateryna Tarasenko & Natalija Dovhodko & Anastasija Kozjenkova & Jana Dementjeva·
2016: Annekatrin Thiele, Carina Bär, Julia Lier, Lisa Schmidla ·
2020: Chen Yunxia & Zhang Ling & Lü Yang & Cui Xiaotong ·
2024: Lauren Henry & Hannah Scott & Lola Anderson & Georgina Brayshaw